# Dominique, conte de Cassini

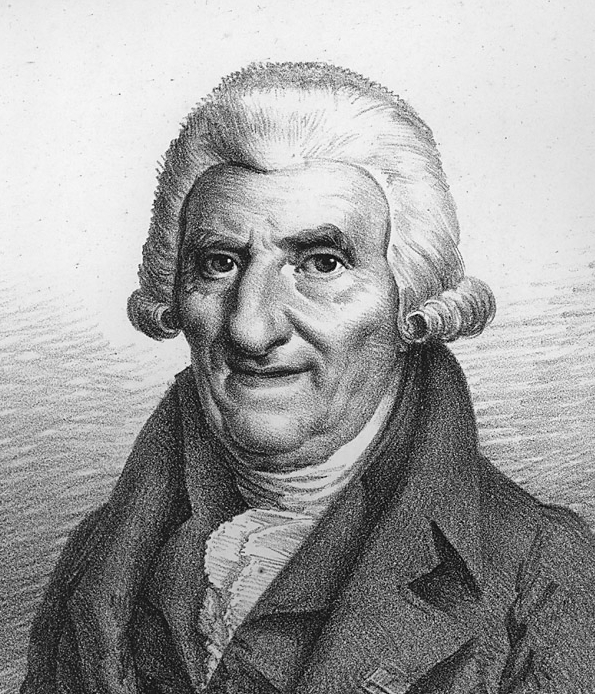
Jean-Dominique, conte de Cassini

Jean-Dominique, conte de Cassini (n. 30 iunie 1748, Paris, Regatul Franței – d. 18 octombrie 1845, Thury-sous-Clermont, Picardie⁠(d), Franța) a fost un astronom francez, fiu al lui César-François Cassini de Thury.
L-a succedat pe tatăl său la conducerea Observatorului din Paris.
Principala sa lucrare constă în terminarea hărții Franței, începută de tatăl său.
Ca regalist, a compărut în fața Tribunalului Revoluționarilor.
În 1843 s-a retras la castelul de la Thury.